# Mount Bell
Mount Bell är ett berg i Antarktis. Det ligger i Östantarktis. Nya Zeeland gör anspråk på området. Toppen på Mount Bell är 4 310 eller 4 303 meter över havet, och Antarktis tionde högsta berg. Den ingår i bergskedjan Queen Alexandra Range.